# 女子灣 (阿拉斯加州)
女子灣（英語：Womens Bay）是位於美國阿拉斯加州科的阿克島自治市鎮的一個非建制地區和人口普查指定地區。根據2010年美國人口普查，該地人口為719人，而該地的面積約為114.00平方千米。

## 地理
女子灣的座標為57°42′06″N 152°34′20″W / 57.70167°N 152.57222°W，而該地的平均海拔高度為333米（即1093英尺）。